# دين هولدن
دين هولدن (بالإنجليزية: Dean Holden)‏ هو لاعب كرة قدم بريطاني، ولد في 15 سبتمبر 1979 في Swinton, Greater Manchester ‏ في المملكة المتحدة. لعب مع أولدهام أثلتيك وبولتون واندررز وشروزبري تاون ونادي بيتربورو يونايتد ونادي تشيسترفيلد ونادي روتشديل ونادي روذرهام يونايتد ونادي فالكيرك ونادي فالور ونادي والسول.

## وصلات خارجية
- دين هولدن على موقع قاعدة بيانات كرة القدم.إي يو (الإنجليزية)
- دين هولدن على موقع Soccerbase.com (لاعب) (الإنجليزية)